# Kaiserpokal 1967
Der Kaiserpokal 1967 war die 47. Austragung des Kaiserpokals, des höchsten japanischen Fußballpokalwettbewerbs. Sieger des Wettbewerbs waren die Toyo Industries.

## Ergebnisse

### Viertelfinale
|                                | Ergebnis |                             |
| ------------------------------ | -------- | --------------------------- |
| Kansai-Universität             | 1:0      | Nippon Kokan                |
| Pädagogische Universität Tokio | 1:3      | Mitsubishi Heavy Industries |
| Chūō-Universität               | 4:5      | Yanmar Diesel               |
| Kwansei-Gakuin-Universität     | 0:5      | Toyo Industries             |

### Halbfinale
|                    | Ergebnis |                             |
| ------------------ | -------- | --------------------------- |
| Kansai-Universität | 0:5      | Mitsubishi Heavy Industries |
| Yanmar Diesel      | 1:2      | Toyo Industries             |

### Finale
|                             | Ergebnis |                 |
| --------------------------- | -------- | --------------- |
| Mitsubishi Heavy Industries | 0:1      | Toyo Industries |